# Galería de Arte de Mánchester
Manchester Art Gallery (castellanizado como: Galería de Arte de Mánchester) es una galería de arte de propiedad pública en Mosley Street, Mánchester, Inglaterra. Anteriormente era conocida como Manchester City Art Gallery. La galería abrió sus puertas en 1824 y hoy en día ocupa tres edificios, el más antiguo de los cuales, diseñado por Sir Charles Barry, está  clasificado, y fue la sede de la Royal Manchester Institution. La galería es de entrada libre y alberga una colección de arte cívico, que incluye obras de importancia local e internacional.

## Arquitectura
La galería de dos pisos, diseñada por Barry, está construida en sillería almohadillada a una planta rectangular sobre un pedestal elevado. El techo está oculto por una cornisa dentada continua y parapeto sin formato. Su fachada de once naves tiene dos rangos laterales de tres naves y un niño de cinco naves centrales con frontón que sobresale del pórtico con seis columnas jónicas. Situado detrás, lejos del parapeto, hay un ático con ventanas pequeñas que forma un farol por encima de la entrada.
La galería se extendió a la parte trasera por Hopkins Architects en 2002 a raíz de un concurso de diseño arquitectónico gestionado por RIBA Competitions para tomar en el Manchester Athenaeum, diseñado en el estilo palazzo por Barry en 1826.

## Colecciones

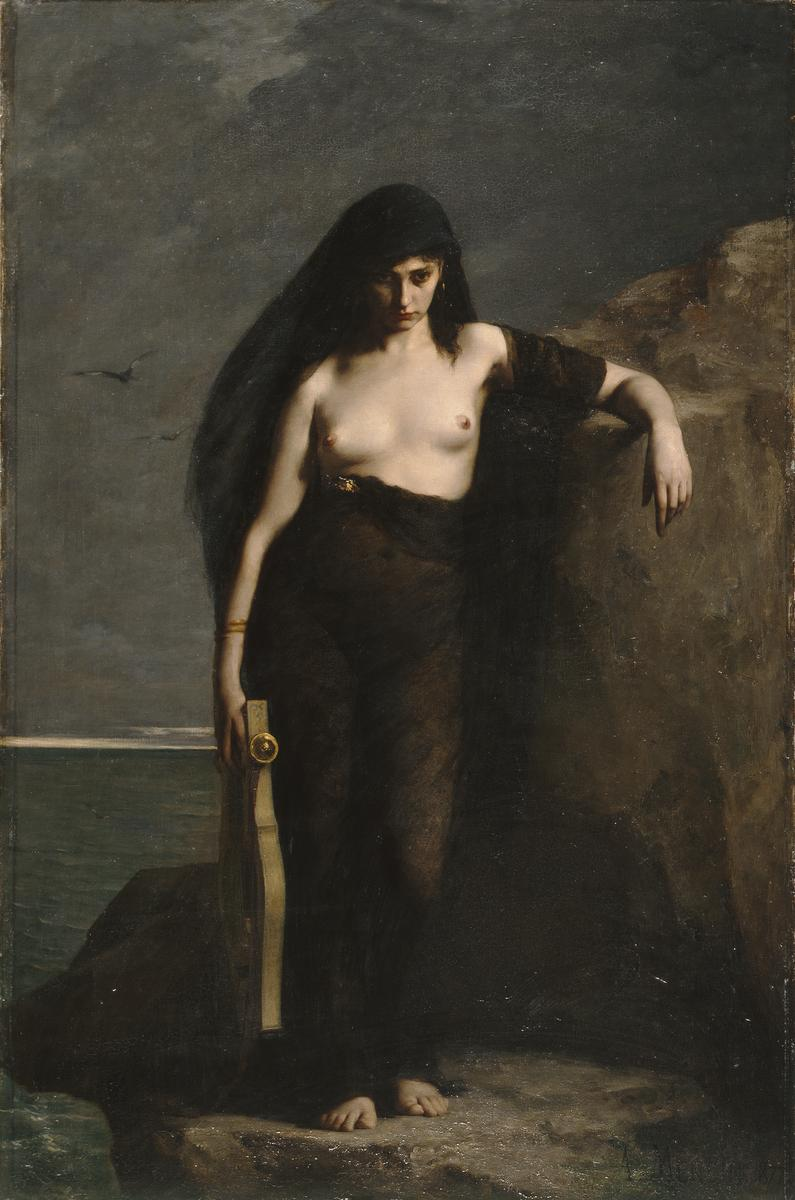
Sappho (1877) por Charles Mengin

La Manchester Art Gallery es fuerte en su representación de la escuela inglesa, con obras de Thomas Gainsborough y la Hermandad Prerrafaelita.
En la galería se exhiben varias obras del impresionista francés Pierre Adolphe Valette que pintó y dio clases en Mánchester en los primeros años del siglo XX; se muestran algunas de sus escenas de calles y canales cubiertos de niebla. Una pintura de un puente francés neblinoso de Cézanne que demuestra similitudes en tratamiento y tema se expone en la misma sala. L. S. Lowry fue uno de los estudiantes de la Valette y la influencia sobre Lowry del impresionismo se puede ver en la galería, donde las pinturas de ambos artistas se cuelgan juntos.
Siguiendo en esta línea el museo cuenta con una gran colección de diferentes escuelas europeas occidentales, siendo la escuela inglesa con la que más obras cuenta. También es reseñable la cantidad de obras pictóricas de las escuelas francesa y holandesa.
El museo alberga The Picnic (1908), una obra del pintor impresionista británico Wynford Dewhurst, quien nació en Mánchester.
Aparte el Manchester Art Gallery también alberga la obra más destacada del pintor francés Charles Mengin, "Sappho" (1877) que representa a la poetisa griega Safo de Mitilene, la cual es una de la más famosas de la cultura helena.
Además de pinturas, el museo posee colecciones de vidrio, platería y muebles, incluyendo dos piezas del arquitecto reformista victoriano y diseñador William Burges, considerado uno de los arquitectos más importantes y prolíficos del período victoriano.

### Pinturas
| Escuela           | Autor(es) | Número de obras |
| ----------------- | --- | --------------- |
| Escuela flamenca  | - Frans Francken - David Teniers | 4 pinturas      |
| Escuela francesa  | - Jean-Baptiste-Camille Corot - Edgar Degas - Gaspard Dughet - Paul Gauguin - Claudio de Lorena - Charles Mengin - Camille Pissarro - Pierre-Auguste Renoir - Claude Joseph Vernet | 10 pinturas     |
| Escuela germana   | - Johan Zoffany | 1 pintura       |
| Escuela holandesa | - Ludolf Backhuysen - Gerard ter Borch - Quiringh Gerritsz. van Brekelenkam - Jan van de Cappelle - Aelbert Cuyp - Gerrit Dou - Jan Janszoon de Heem - Meindert Hobbema - Meyndert Hooch - Jacob Ochtervelt - Adriaen van Ostade - Salomon van Ruysdael - Frans Snyders - Hendrik Martenszoon Sorgh - Jan Steen - Adriaen van de Velde - Willem van de Velde | 27 pinturas     |
| Escuela húngara   | - Alexander von Wagner | 1 pintura       |
| Escuela inglesa   | William Beechey Edward Burra John Constable Thomas Gainsborough William Hogarth Godfrey Kneller Edwin Landseer Thomas Lawrence Peter Lely L. S. Lowry C. R. W. Nevinson Joshua Reynolds John Souch George Stubbs J. M. W. Turner Pierre Adolphe Valette | 39 pinturas     |
| Escuela italiana  | - Bernardo Daddi - Luca Giordano - Francesco de Mura - Guido Reni - Alessandro Turchi - Francesco Zuccarelli - Giovanni Ansaldo | 7 pinturas      |